# Бартская волость
Бартская волость — одна из административных единиц Гробинского края. До реформы административно-территориального деления 2009 года входила в Гробинский (с 1920 г. Лиепайский) уезд как Бартская волость и, после введения районного деления, в Лиепайский район, изначально как Бартский сельсовет, затем как Бартская волость.

### Известные персоны
- Янис Бирзниекс (1895—1955) — министр сельского хозяйства Латвии 1935—1940.